# Christian Schäli
Christian Schäli (* 30. Juli 1974) ist ein Schweizer Politiker (CSP Obwalden). Er ist seit 1. Juli 2018 Regierungsrat des Kantons Obwalden und war im Amtsjahr 2024/2025 Landammann.
Schäli besuchte die Primarschule in Willisau und die Kantonsschule Obwalden in Sarnen. Sein Jurastudium an der Universität Bern schloss er mit dem Lizentiat der Rechte (lic. iur.) ab, und er besitzt das Anwaltspatent des Kantons Obwalden. Er war als Rechtsanwalt der Ausgleichskasse Nidwalden tätig.
Schäli ist seit 2015 Mitglied des Obwaldner Kantonsrats. Am 8. April 2018 wurde er im 2. Wahlgang in den Regierungsrat der Kantons gewählt, wo er sich mit 6974 Stimmen klar vor seinen beiden Konkurrenten (5487 bzw. 5458) platzieren konnte und damit einen der beiden im 2. Wahlgang zu vergebenden Sitze erreichte. Er trat dieses Amt zum 1. Juli 2018 an und übernahm das Bildungs- und Kulturdepartement. Im Amtsjahr 2020/21 bekleidete er das Amt des Landammanns, ohne vorher Landstatthalter gewesen zu sein. Für das Amtsjahr 2023/24 wurde er zum Landstatthalter gewählt und war 2024/2025 erneut Landammann.
Schäli wohnt in Kerns, ist verheiratet und hat 3 Kinder.